# Strumaria salteri
Strumaria salteri är en amaryllisväxtart som beskrevs av Winsome Fanny 'Buddy' Barker. Strumaria salteri ingår i släktet Strumaria och familjen amaryllisväxter. Inga underarter finns listade i Catalogue of Life.